# Ángel Sáenz de Ugarte
Ángel Sáenz de Ugarte López de Lacalle (Vitoria, 2 de agosto de 1898-Vitoria, 5 de diciembre de 1941) fue un pintor español.

## Biografía
Natural de Vitoria, estudió en su Escuela de Artes y Oficios, en la que fue alumno de Ignacio Díaz Ruiz de Olano. Comenzó a impartir clases en esa misma escuela en 1934. Trabajó, asimismo, como delineante para la Diputación Foral de Álava.
Se casó con la también vitoriana Avelina Ruiz de Lazcano, con la que tuvo ocho hijos, pintor uno de ellos. Aun enfermo, siguió pintando desde su casa en su ciudad natal y finalmente falleció allí en 1941, a los 43 años de edad. Una calla de la ciudad fue renombrada en su honor.

## Obra
Su obra está desperdigada por el Museo de Bellas Artes de Álava, el Ayuntamiento de Vitoria y otros edificios públicos y colecciones privadas de la capital vasca y de la localidad argentina de Córdoba. Obra suya fue también el escudo oficial de la provincia de Álava desde 1939 hasta 1984, en que se optó por otro diseño. Elaboró también diferentes carteles y hasta un mural para una capilla de su ciudad natal.
En lo tocante al papel y la tinta, escribió sobre pintura y escultura y también más de un homenaje a su maestro Díaz de Olano. Colaboró también como crítico artístico para varias publicaciones.